# Siodło pod Przykrą
Siodło pod Przykrą – przełęcz położona w Paśmie Błatniej w Beskidzie Śląskim, w bocznym jego grzbiecie pomiędzy szczytami Błatniej (917 m) i Przykrej (818 m).
Rejon przełęczy jest porośnięty lasem. Zachodni stok opada do dolinki potoku Jasienica, wschodni do jednego z cieków potoku Błatnia. Przez przełęcz biegnie granica administracyjna między miastem Bielsko-Biała i wsią Jaworze w województwie śląskim, w powiecie bielskim.

## Szlaki turystyczne
Przez przełęcz biegnie niebieski szlak turystyczny z Bielska-Białej Wapienicy na Błatnią, a na przełęczy dołącza do niego żółty szlak z Jaworza Górnego.
 Wapienica Górna – Jezioro Wapienickie – Kopany – Wysokie – Góra Przykra – Siodło pod Przykrą – Błatnia. Odległość 8,2 km, suma podejść 560 m, czas przejścia 2:30 godz., z powrotem 1:50 godz.
 Jaworze – Ostry – Wielka Polana – Przykra – Siodło pod Przykrą – Błatnia. Odległość 6 km, suma podejść 510 m, czas przejścia 2:20 godz., z powrotem 1:30 godz.